# (10275) Nathankaib
(10275) Nathankaib est un astéroïde de la ceinture principale.

## Description
(10275) Nathankaib est un astéroïde de la ceinture principale. Il fut découvert le 1er mars 1981 à l'observatoire de Siding Spring par Schelte J. Bus. Il présente une orbite caractérisée par un demi-grand axe de 2,36 UA, une excentricité de 0,21 et une inclinaison de 3,7° par rapport à l'écliptique.